# Torneo Internacional de Tenis Sant Cugat
Il Torneo Internacional de Tenis Sant Cugat è un torneo professionistico di tennis giocato su campi in terra rossa. Fa parte dell'ITF Men's Circuit e dell'ITF Women's Circuit. Si gioca annualmente a Sant Cugat del Vallès in Spagna.

## Albo d'oro

### Singolare maschile
| Anno | Campionessa             | Finalista            | Punteggio     |
| ---- | ----------------------- | -------------------- | ------------- |
| 2008 | Antonio Šančić          | Íñigo Cervantes      | 7–6(5), 6-3   |
| 2009 | Marc Fornell Mestres    | Jose Checa Calvo     | 2-6, 6-4, 6-2 |
| 2010 | Guillermo Olaso         | Pablo Santos         | 6-2, 7-5      |
| 2011 | Gerard Granollers Pujol | Marc Fornell Mestres | 6–2, 6–4      |
| 2012 | Non disputato           |                      |               |
| 2013 | Roberto Carballés Baena | Guillermo Olaso      | 6–3, 6–2      |

### Doppio maschile
| Anno | Campionesse                                    | Finaliste                                         | Punteggio             |
| ---- | ---------------------------------------------- | ------------------------------------------------- | --------------------- |
| 2008 | Miles Armstrong Photos Kallias                 | David Canudas Fernández Albert Ramos Viñolas      | 6-3, 6-1              |
| 2009 | Miguel Ángel López Jaén Gabriel Trujillo Soler | Jordi Marsé Vidri Allen Perel                     | 6-4, 6-4              |
| 2010 | Miguel Ángel López Jaén Pablo Santos           | Carlos Calderón Rodríguez Gerard Granollers Pujol | 6-1, 6-3              |
| 2011 | Kevin Krawietz Marcel Zimmermann               | Marc Fornell Mestres Miguel Ángel López Jaén      | 3–6, 7–6(7–5), [10–4] |
| 2012 | Non disputato                                  |                                                   |                       |
| 2013 | Roberto Carballés Baena Oriol Roca Batalla     | Marcos Giraldi Requena Ivan Gomez Mantilla        | 6–4, 6–2              |

### Singolare femminile
| Anno | Campionessa             | Finalista               | Punteggio     |
| ---- | ----------------------- | ----------------------- | ------------- |
| 2011 | Réka-Luca Jani          | Margalita Chakhnašvili  | 6–4, 6–2      |
| 2012 | María Teresa Torró Flor | Estrella Cabeza Candela | 6–1, 6–4      |
| 2013 | Arantxa Rus             | Alberta Brianti         | 6–4, 2–6, 6–2 |

### Doppio femminile
| Anno | Campionesse                           | Finaliste                                 | Punteggio        |
| ---- | ------------------------------------- | ----------------------------------------- | ---------------- |
| 2011 | Jana Čepelová Katarzyna Piter         | Leticia Costas Moreira Inés Ferrer Suárez | 6–3, 2–6, [10–6] |
| 2012 | Leticia Costas Arantxa Parra Santonja | Inés Ferrer Suárez Richèl Hogenkamp       | 6–3, 6–3         |
| 2013 | Tatiana Búa Andrea Gámiz              | Lara Arruabarrena Amanda Carreras         | 4–6, 6–2, [10–7] |